# Chrysodeixis verticillata
Chrysodeixis verticillata är en fjärilsart som beskrevs av Achille Guenée 1852. Chrysodeixis verticillata ingår i släktet Chrysodeixis och familjen nattflyn. Inga underarter finns listade i Catalogue of Life.